# Empfindlichkeit (Analytik)
Die Empfindlichkeit beschreibt in der analytischen Chemie den Messbereich und die Genauigkeit eines Messgerätes. Je genauer ein Gerät einen Wert, z. B. die Konzentration eines Stoffes, messen kann, desto größer seine Empfindlichkeit. Das Ziel in der analytischen Chemie ist es, möglichst empfindliche Geräte zu benutzen, d. h. Geräte zu verwenden, die eine Messung bei möglichst geringer Menge möglichst genau durchführen. 
Die Empfindlichkeit eines Gerätes hängt mit der Kalibrierung zusammen: 
- bei einer großen Steigung der Kalibriergeraden zieht eine kleine Änderung der Konzentration eine verhältnismäßig große Änderung des Signals nach sich.
- Betrachtet man jedoch die gleiche Konzentrationsänderung bei einer Kalibriergeraden geringer Steigung, so stellt man eine geringe Änderung des Signals fest – Signaländerungen lassen sich genauer feststellen.

Bei kleinen Signaländerungen kommt man möglicherweise in jene Regionen, in denen das Signal nicht mehr vom unvermeidbaren Rauschen getrennt werden kann.